# 迫間不動
迫間不動（はさまふどう）は、岐阜県関市迫間891にある寺院である。正式な名称は迫間不動尊。迫間山の山腹にある。
本尊は不動明王。美濃三不動（迫間不動・日之出不動・山中不動）のひとつである。

## 概略
823年（弘仁14年）開基。本尊は自然の岩窟に安置されている。岩窟の前には不動滝（高さ7m）があり、修行の場である。
毎年3月第4日曜日に春季大祭、毎年9月第4日曜日には秋季大祭がとりおこなわれる。大祭では山伏による火渡りが行われる。
周辺は関市が生活環境保全林として整備をした「ふどうの森」があり、その駐車場を利用しての参拝が可能である。

## 沿革

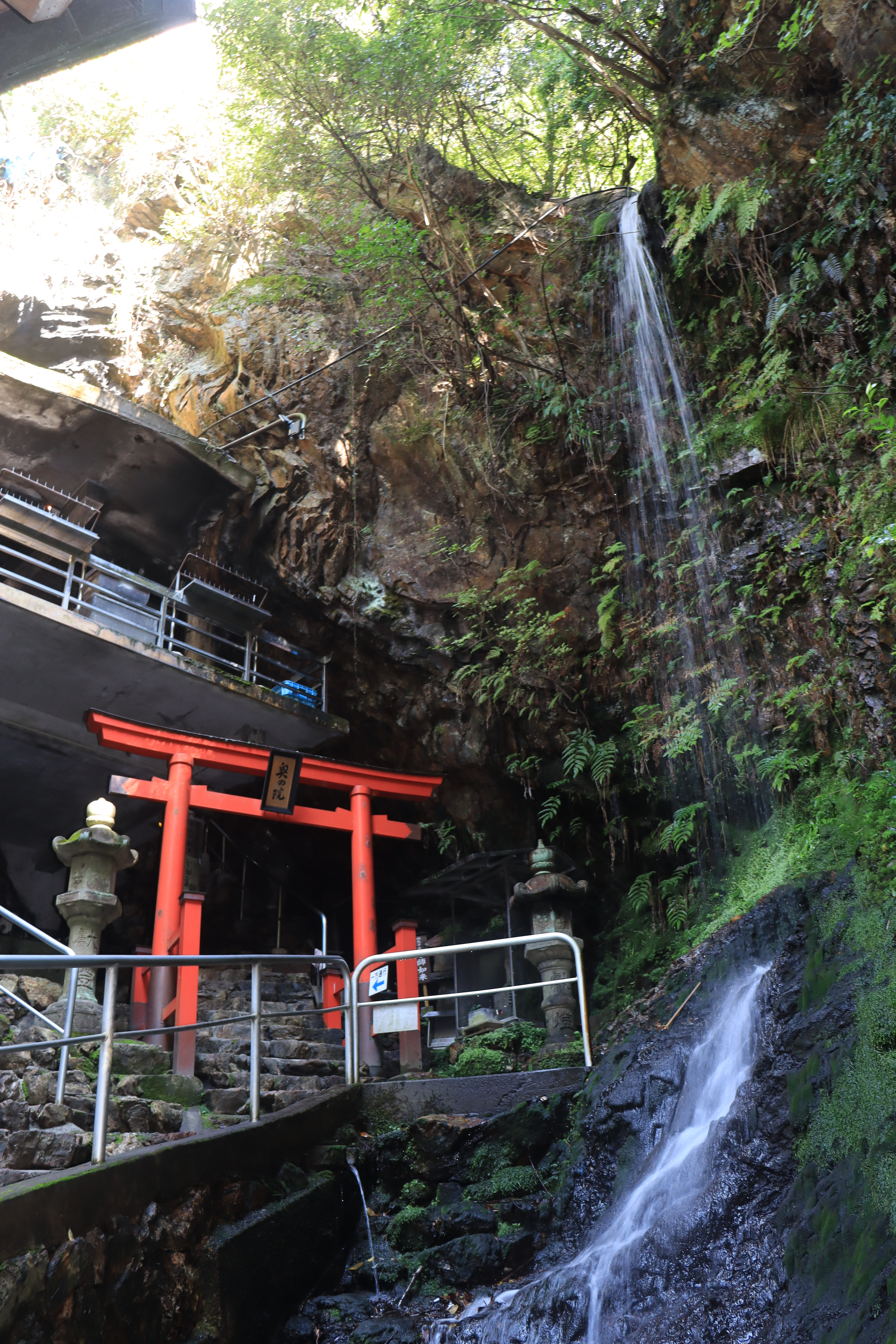
奥の院の岩窟の前にある不動滝

- 823年（弘仁14年）：岩谷不動尊として開基。
- 1680年（延宝8年）：迫間岩谷不動尊に改称する。
- 1916年（大正5年）：奥の院を再建する。
- 1963年（昭和38年）：奥の院祈願堂を新築する。
- 1968年（昭和43年）：本堂を再建する。
- 1971年（昭和46年）：宗教法人化。迫間不動尊に改称する。
- 1985年（昭和60年）：護摩堂を新築する。

## 所在地
- 岐阜県関市迫間891

## 交通手段
- 各務原市ふれあいバス
  - 循環休日線（土休日のみ）「各務原公園前」バス停下車、約2.5km。
  - 東部・南部線（平日・土休日）「つつじが丘北」バス停下車、約4km。
- 名鉄犬山線・各務原線 新鵜沼駅、JR高山本線 鵜沼駅より約5km。
- 長良川鉄道越美南線 関口駅より約7km。